# (4801) Ohre
(4801) Ohre ist ein Asteroid des Hauptgürtels, der am 22. Oktober 1989 vom tschechischen Astronomen Antonín Mrkos am Kleť-Observatorium (IAU-Code 046) nahe Český Krumlov in Tschechien entdeckt wurde.
Der Asteroid wurde am 2. April 1999 nach dem tschechischen Fluss Ohře benannt.